# 塔模藤壶属
塔模藤壶属（学名：Pyrgopsella）为塔藤壶科的一个属。

## 下级分类
本属包括以下物种：
- Pyrgopsella annandalei (Gruvel, 1906)